# Xenopsylla magdalinae
Xenopsylla magdalinae är en loppart som beskrevs av Ioff 1935. Xenopsylla magdalinae ingår i släktet Xenopsylla och familjen husloppor. Inga underarter finns listade i Catalogue of Life.